# Carter Goodrich
Carter Goodrich (Plainfield, 10 de mayo de 1897 - Ciudad de México, 7 de abril de 1971) fue un economista norteamericano.

## Biografía
Sus padres fueron Charles Lyman Goodrich y Jeannette Margaret Carter.
En 1918 se graduó de Amherst College y en 1921 recibió el grado de Ph.D. de la Universidad de Chicago.
Enseñó en Amherst College y después en la Universidad de Míchigan. Fue profesor de historia de Mellon, profesor de economía en la Universidad de Pittsburgh.
Entre 1931 a 1963 fue profesor de economía en la Universidad de Columbia. En 1963 fue profesor de la Universidad de Pittsburgh.
Trabajo para el gobierno de EE. UU. en varios puestos. En 1936 fue asesor de la Administración de Reasentamiento y en 1937 asesor de la Junta de Seguridad Social. Entre 1936 y 1937 fue comisionado de trabajo de los Estados Unidos en Ginebra.
Desde 1936 a 1946 fue miembro del órgano de gobierno de la I.L.O. del gobierno de los Estados Unidos y presidente del órgano desde 1939 a 1945. Fue delegado de los Estados Unidos en las Conferencias Internacionales del Trabajo en los años treinta y cuarenta, desde 1928 a 1945  fue miembro de la delegación de depresión económica de la Liga de las Naciones y en 1941 fue asistente especial del embajador estadounidense en Gran Bretaña. 
En 1944, Goodrich declaró que si EE. UU. intentaba recuperar la prosperidad sin tener en cuenta a las demás naciones del mundo, los resultados podrían ser desastrosos.
En 1949 fue presidente del comité preparatorio y director del programa de la Conferencia Científica de las Naciones Unidas sobre la Conservación y Utilización de los Recursos.
De 1948 hasta 1951 fue consultor de Naciones Unidas. Entre 1952 y 1953 fue representante especial del Secretario General de Naciones Unidas en Bolivia, por el trabajo realizado fue condecorado con la Orden del Cóndor de los Andes por el gobierno de Bolivia. Entre 1955 y 1956 fue jefe de la Misión del Estudio Económico de las Naciones Unidas en Vietnam.
Fue presidente de la Asociación de Historia Económica de EE. UU.

### Vida familiar
El 4 de agosto de 1921 se casó con Florence Perry Nielsen  y tuvo 3 hijos.

### Fallecimiento
Goodrich estaba de licencia sabática, sufrió un accidente de autobús el 3 de abril de 1971 en México y murió el 7 de abril de 1971 en la Ciudad de México. Lo enterraron en Brooklyn.